# Chorense e Monte
Chorense e Monte (oficialmente: União das Freguesias de Chorense e Monte) é uma freguesia portuguesa do município de Terras de Bouro, com 20,26 km² de área e 538 habitantes (censo de 2021). A sua densidade populacional é 26,6 hab./km².

## História
Foi constituída em 2013, no âmbito de uma reforma administrativa nacional, pela agregação das antigas freguesias de Chorense e Monte.

## Demografia
A população registada nos censos foi:
| Distribuição da População por Grupos Etários | Distribuição da População por Grupos Etários | Distribuição da População por Grupos Etários | Distribuição da População por Grupos Etários | Distribuição da População por Grupos Etários | Distribuição da População por Grupos Etários |
| -------------------------------------------- | -------------------------------------------- | -------------------------------------------- | -------------------------------------------- | -------------------------------------------- | -------------------------------------------- |
| Antes da agregação                           |                                              |                                              |                                              |                                              |                                              |
| Ano                                          | 0-14 anos                                    | 15-24 anos                                   | 25-64 anos                                   | >= 65 anos                                   | Total                                        |
| 2001                                         | 127                                          | 129                                          | 342                                          | 131                                          | 729                                          |
| 2011                                         | 66                                           | 77                                           | 294                                          | 143                                          | 580                                          |
| Após a agregação                             |                                              |                                              |                                              |                                              |                                              |
| Ano                                          | 0-14 anos                                    | 15-24 anos                                   | 25-64 anos                                   | >= 65 anos                                   | Total                                        |
| 2021                                         | 73                                           | 43                                           | 265                                          | 157                                          | 538                                          |